# Бојон Матерацо Вја Ривели (Венеција)
Бојон Матерацо Вја Ривели (итал. Bojon Matterazzo Via Rivelli) је насеље у Италији у округу Венеција, региону Венето.
Према процени из 2011. у насељу је живело 70 становника. Насеље се налази на надморској висини од 0 м.